# Пінгвін жовтоокий
Пінгві́н жовтоо́кий (Megadyptes antipodes) — вид птахів родини пінгвінових. Єдиний представник роду жовтоокий пінгвін (Megadyptes).

## Опис
Загальна довжина тіла сягає 70—75 см, ваги — 6-7 кг. Спина і потилиця чорні із сіруватим відтінком, черевна сторона — біла. Лоб і верхівка — бліді, золотаво—жовті з чорнуватими плямами, утвореними стовбурами пір'я. Боки голови, підборіддя і горло такого ж кольору, але на них виражений коричневий відтінок. Вузька смуга практично навколо всього ока і достатньо широка смуга через потилицю від одного ока до іншого — жовті.

## Розповсюдження
Світова популяція налічує 1200–1600 пар, з яких тільки 500 гніздиться по східному узбережжю південного острова Нової Зеландії. Решта на островах Стюарт, Окленд і Кемпбелл.

## Спосіб життя
Птахи зустрічаються в межах гніздового ареалу протягом усього року. Сезон розмноження один з найбільш довгих серед пінгвінів. Він починається з залицянь в серпні і триває до початку квітня, коли пташенята йдуть у море. Цей пінгвін менш соціальний, ніж інші види. Живиться будь-якою рибою, довжина якої менше 25 см.
Гніздяться окремими парами або розрідженими колоніями: до 5 пар на гектар. Воліють гніздитися в лісі, чагарнику і поза межами видимості інших пінгвінів, забираючись від узбережжя вглиб суходолу до 1 км.
Гнізда, що складаються з гілочок, листя, трави тощо, розташовуються на поверхні ґрунту. У норах не гніздяться. Близько половини самиць приступають до розмноження у 2-річному віці. З них тільки третина відкладає два яйця, інші — одне. Для трирічних і більш дорослих самиць кладка з 2 яєць — норма. Яйця в кладці відкладаються з інтервалом в 3-5 днів. Відкладання яєць відбувається у вересні — листопаді. Обидва батьки поділяють обов'язки порівну, насиджуючи яйця протягом 39—51 дня.
Перші 40—50 днів після вилуплення вдень один з батьків завжди залишається з пташенятами. Потім пташенята залишаються в гнізді одні, в той час як батьки годуються самі і добувають корм для них. Дорослі повертаються до вечора і залишаються в гнізді на ніч. Під час сезону гніздування птахи рідко наважуються віддалятися далеко в море — зазвичай до 8-10 км від місць гніздування. Живлячись, пірнають до 130 м, роблячи до 200 занурень кожного дня.
Після того, як пташенята «злетіли», дорослі птахи протягом місяця набирають 2—3 кг до того, як сховатися у затишних місцях, щоб перелиняти. Протягом наступних 3 тижнів вони залишаються на березі, чекаючи поки не виростуть нові пір'я. В цей дуже критичний для них період вони втрачають половину ваги. Більшість пар з року в рік гніздяться разом. Партнер міняється тільки після смерті іншого.
Природними хижаками є морські леви, акули і барракуди. Найбільшу загрозу представляють завезені тварини: щури, опосуми, свині.

## Цікавий факт
Пінгвін жовтоокий зображений на банкноті 5 новозеландських доларів.